# Brigitte Kronauer
Brigitte Kronauer (Essen, 1940. december 29. – Hamburg, 2019. július 22.) német író.

## Művei

### Regények
- Frau Mühlenbeck im Gehäus (1980)
- Rita Münster (1983)
- Berittener Bogenschütze (1986)
- Die Frau in den Kissen (1990)
- Das Taschentuch (1994)
- Teufelsbrück (2000)
- Verlangen nach Musik und Gebirge (2004)
- Errötende Mörder (2007)
- Zwei schwarze Jäger (2009)
- Gewäsch und Gewimmel (2013)
- Der Scheik von Aachen (2016)

### Novellák
- Die gemusterte Nacht (1981)
- Enten und Knäckebrot. Sieben Erzählungen (1988)
- Schnurrer (1992)
- Hin- und herbrausende Züge (1993)
- Die Wiese (1993)
- Die Einöde und ihr Prophet. Über Menschen und Bilder (1996)
- Die Tricks der Diva (2004)
- Frau Melanie, Frau Martha und Frau Gertrud. Drei Erzählungen (2005)
- Die Kleider der Frauen. Geschichten (2008)
- Die Tricks der Diva (2010)
- Im Gebirg (2011)

### Rádiójáték
- Herr Hagenbeck hirtet (2014)

### Egyebek
- Der unvermeidliche Gang der Dinge (1974)
- Die Revolution der Nachahmung (1975)
- Vom Umgang mit der Natur (1977)
- Aufsätze zur Literatur (1987)
- Literatur und schöns Blümelein (1993, esszék)
- Die Lerche in der Luft und im Nest. Zu Literatur und Kunst (1995, esszék)
- Kulturgeschichte der Missverständnisse. Studien zum Geistesleben (1997, Eckhard Henscheiddel és Gerhard Henschellel)
- Wo die Welt zu Ende und verriegelt ist (2001)
- Zweideutigkeit. Essays und Skizzen (2002)
- Kleine poetologische Autobiographie (2004)
- Feuer und Skepsis. Einlesebuch (2005)
- Die Feder des Hyazintharas. Drei Texte über Tiere (2006)
- Die Sprache von Zungen- und Sockenspitze. 6 Texte zu Bildern (2008)
- Favoriten. Aufsätze zur Literatur. (2010)
- Wirkliches Leben und Literatur (2012, Otto A. Böhmerrel)
- Mit Rücken und Gesicht zur Gesellschaft (Über Avantgardismus/Über Politik in der Literatur) (2013)
- Die Augen sanft und wilde (2014)
- Poesie und Natur/Natur und Poesie (2015)

### Magyarul
- A nők ruhái. Történetek; ford. Gubicskó Ágnes; Typotex, Bp., 2019 (Typotex világirodalom)

## Díjai
- Heinrich Böll-díj (1989)
- Ida Dehmel irodalmi díj (1989)
- Joseph Breitbach-díj (1998)
- Georg Büchner-díj (2005)
- Jean Paul-díj (2011)
- Thomas Mann-díj (2017)